# Heraclià de Tolosa
Heraclià (Heraclianus, Eraclianus, Eraclius, Eralius, Gradianus, Herculianus) fou bisbe de Tolosa a l'inici del segle vi.
Apareix signant les actes del concili d'Agde el 10 de setembre del 506.